# Dilobopterus guadulpensis
Dilobopterus guadulpensis är en insektsart som beskrevs av Lethierry 1881. Dilobopterus guadulpensis ingår i släktet Dilobopterus och familjen dvärgstritar. Inga underarter finns listade i Catalogue of Life.